# Маругаме

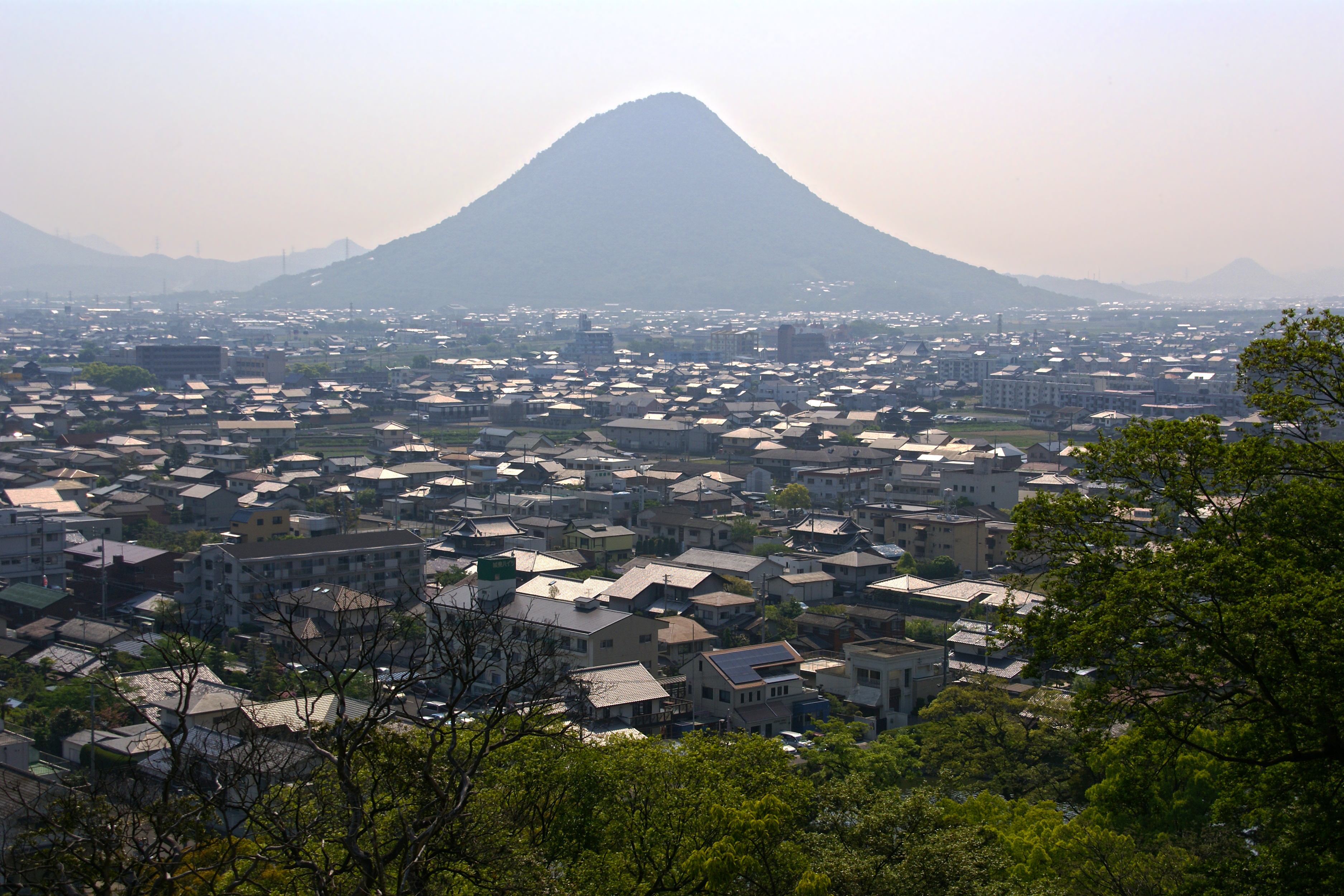
Маругаме

Маругаме (яп. 丸亀市 Маругамэ-си) — город в Японии, находящийся в префектуре Кагава. Площадь города составляет 111,79 км², население — 110 466 человек (1 августа 2014), плотность населения — 988,16 чел./км².

## Географическое положение
Город расположен на острове Сикоку в префектуре Кагава региона Сикоку. С ним граничат города Сакаиде, Дзенцудзи, Курасики, Касаока и посёлки Утадзу, Аягава, Тадоцу, Манно.

## Население
Население города составляет 110 466 человек (1 августа 2014), а плотность — 988,16 чел./км². Изменение численности населения с 1980 по 2005 годы:
| 1980 | 94 849 чел.  |  |
| 1985 | 99 628 чел.  |  |
| 1990 | 101 253 чел. |  |
| 1995 | 106 107 чел. |  |
| 2000 | 108 356 чел. |  |
| 2005 | 110 085 чел. |  |

## Символика
Деревом города считается восковница красная, цветком — Rhododendron indicum.